# Druk United F.C.
El Druk United es un club de fútbol de Bután fundado en 2002 que juega en la A-Division.

## Palmarés
- Liga nacional de Bután (1): 2014
- A-División (1): 2014
- B-División Subcampeón en 2012

## Participación en competiciones de la AFC
| 2016 | AFC Cup | Clasificatoria | K-Electric | 3–3 |
| 2016 | AFC Cup | Clasificatoria | Khoromkhon | 0–0 |